# Sibirischer Trapp

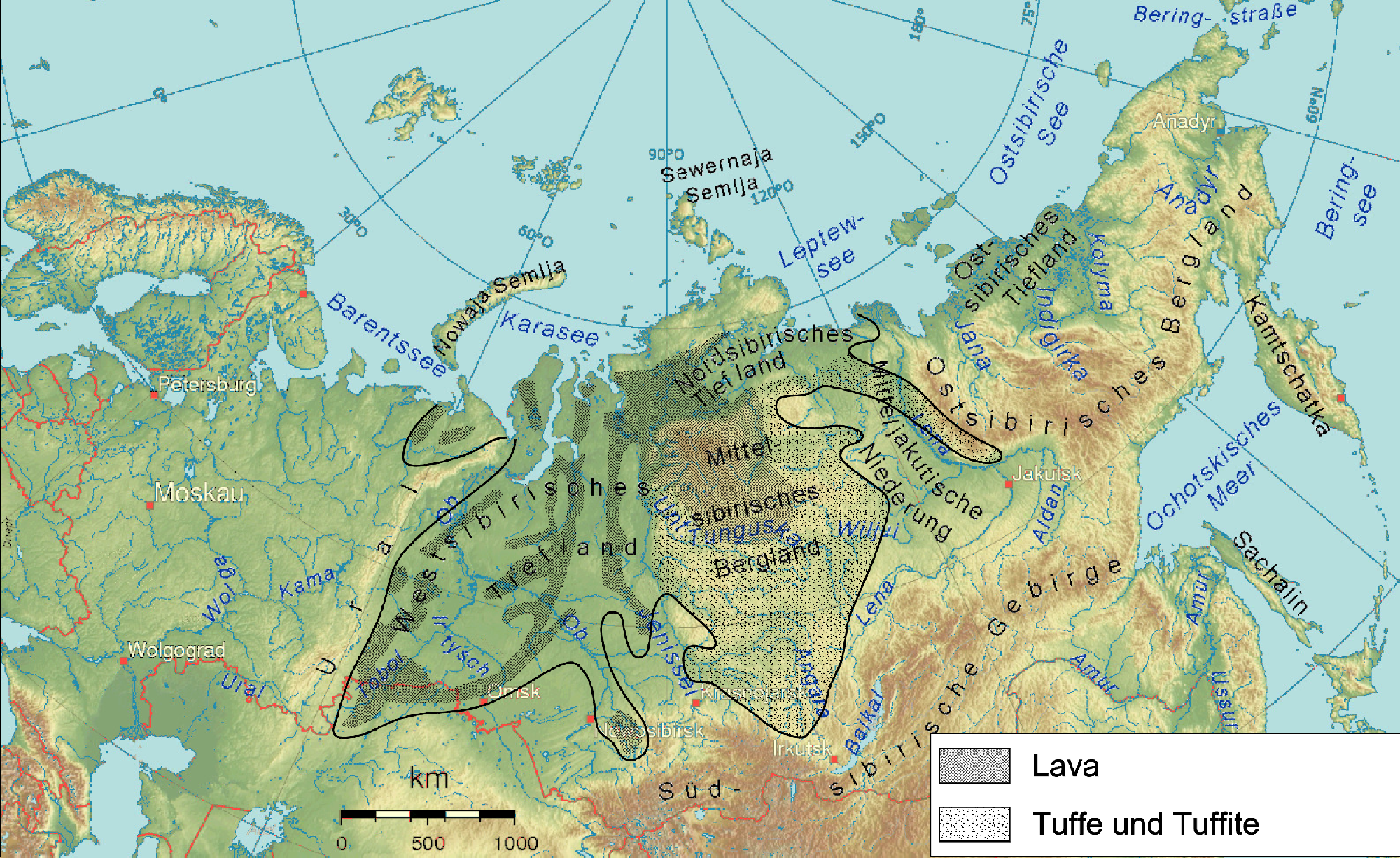
Verbreitungsgebiet des Sibirischen Trapps

Der Sibirische Trapp (russisch Сибирские траппы) ist ein ausgedehnter Flutbasalt (Trapp) in Sibirien. Die dafür verantwortlichen Vulkanausbrüche bilden eines der größten weltweit bekannten vulkanischen Ereignisse der Erdgeschichte und fanden vor etwa 252 Millionen Jahren an der Perm-Trias-Grenze statt. Die Ausbrüche und ihre Folgen werden in einen ursächlichen Zusammenhang mit dem Massenaussterben am Ende des Perms  gebracht. Aufgrund seiner Ausdehnung und seiner geologisch vergleichsweise raschen Entstehung ist der Sibirische Trapp ein herausragendes Beispiel einer magmatischen Großprovinz.

## Ausdehnung und Dauer der Ausbrüche
Infolge des Ausbruchs bedeckten große Mengen basaltischer Lava große Teile des urzeitlichen Sibiriens. Das heute noch von den Basalten eingenommene Areal hat eine Ausdehnung von etwa 2 Millionen Quadratkilometern, liegt zwischen 50° und 75° Nord sowie 60° und 120° Ost und umfasst das West- und Nordsibirische Tiefland, das Mittelsibirische Bergland sowie einen Teil der Mitteljakutischen Niederung samt dem Westhang des Ostsibirischen Berglands. Besonders gute Aufschlussbedingungen liefert heute das Putoranagebirge. Schätzungen der ursprünglich von den vulkanischen Ablagerungen bedeckten Fläche belaufen sich auf bis zu 7 Millionen Quadratkilometer. Die maximale Mächtigkeit des Trapps beträgt in der Gegend von Norilsk und der Flüsse Maimetscha und Kotui mehr als 3000 Meter, Schätzungen nennen eine kombinierte Gesamtmächtigkeit des Trapps von bis zu 6500 Metern. Die daraus abgeleitete Menge an ausgeflossener Basaltlava beträgt etwa 1 bis 4 Millionen Kubikkilometer.
Das Flutbasalt-Ereignis dauerte ungefähr 900.000 Jahre und verzeichnete in diesem Zeitraum vermutlich eine relativ kurzzeitige, aber stark ausgeprägte intrusive Phase mit deutlich erhöhten Ausgasungen. Als Zentrum des Ausbruchs werden zahlreiche vulkanische Schlote in der Nähe von Norilsk angesehen. Einige der Ausbrüche erzeugten bis zu 2000 Kubikkilometer Lava oder mehr. Das Vorkommen großer Mengen vulkanischer Tuffe und pyroklastischer Ablagerungen weist darauf hin, dass sich vor dem oder während des Ausbruchs der Flutbasalte auch explosive Eruptionen ereigneten, die das Material als vulkanische Aschen großflächig verteilten. Dies wird unterstützt durch das Vorkommen siliziumreicher Magmatite wie Rhyolith. Zusätzlich traten wahrscheinlich lang anhaltende Kohlebrände mit weltweiten Ablagerungen von Flugasche auf.

## Ursachen und Folgen
Als Quelle des Sibirischen Trapps gilt ein Plume, der aus dem Mantel unter dem Sibirischen Kraton aufstieg. Diese Interpretation wird durch isotopengeochemische Untersuchungen von Helium gestützt. Die wissenschaftliche Debatte darüber hält jedoch noch an. Eine gegenwärtig weniger rezipierte Hypothese geht davon aus, dass der Einschlag eines großen Asteroiden die Ursache für den Trapp-Vulkanismus war.
Aufgrund einer Fülle von Indizien wird in der Wissenschaft überwiegend angenommen, dass der Sibirische Trapp das große Massenaussterben am Ende des Perms verursacht hat. Aktuelle Analysen postulieren enorme Freisetzungen von Schwefeldioxid, Methan, Kohlenstoffdioxid sowie großen Mengen Schwefelwasserstoff, der zum einen Teil aus vulkanischen und zum anderen Teil aus organischen (bakteriellen) Quellen stammte. Daraus resultierten zahlreiche Folgeschäden wie Vegetationsrückgang, ein möglicher Schwund der Ozonschicht und die umfangreiche Versauerung der Meere in Verbindung mit zunehmend sauerstofffreien (anoxischen) Bedingungen in den meisten ozeanischen Biotopen. Mit hoher Wahrscheinlichkeit führte nicht nur die toxische Wirkung mancher Emissionen, sondern auch die extreme Temperaturzunahme terrestrischer und mariner Bereiche um 8 bis 10 °C zum Kollaps vieler Ökosysteme. Die Dauer der Perm-Trias-Krise wurde bis vor Kurzem auf mehr als 200.000 Jahre veranschlagt, laut einer 2018 publizierten Studie reduziert sich dieser Zeitraum auf maximal rund 30.000 Jahre, möglicherweise beschränkt auf wenige Jahrtausende.
Die Spätfolgen des Massenaussterbens reichten zum Teil bis in die Mittlere Trias. Während sich der Formenkreis der Ammoniten, Conodonten und Foraminiferen innerhalb von 1 bis 3 Millionen Jahren erholte, benötigten Korallenriffe 8 bis 10 Millionen Jahre zu ihrer vollständigen Regeneration; noch länger dauerte die Entstehung neuer Waldhabitate, die erst nach etwa 15 Millionen Jahren wieder größere Areale besiedelten. Die schrittweise Erneuerung der durch extreme Erwärmung, Großbrände, sauren Regen und Sauerstoffverknappung geschädigten Biotope wurde in der frühen Trias mit Schwerpunkt in den chronostratigraphischen Unterstufen Smithium und Spathium durch das Auftreten weiterer biologischer Krisen mehrmals unterbrochen.

## Bodenschätze
In den Aufstiegswegen des Magmas kam es zur Ablagerung von Nickel, Kupfer und Palladium in großen Mengen. Die metallhaltigen Gesteine bilden ausgedehnte Lagerstätten, die heute vom russischen Minenbetreiber MMC Norilsk Nickel in der Komsomolski-Mine in der Nähe von Norilsk abgebaut werden.